# Paradoja de Abilene
La paradoja de Abilene se da en el momento en que los límites de una situación particular presionan a un grupo de personas para actuar de una forma que es opuesta a sus deseos individuales. El fenómeno ocurre cuando un grupo continúa con actividades desacertadas que ningún miembro de tal grupo quiere, porque ningún miembro está dispuesto a expresar objeciones. Es similar al concepto de akrasia empleado por Amartya Sen.

## Orígenes
La paradoja fue observada por el experto en administración Jerry B. Harvey en su libro de 1988 The Abilene Paradox and other Meditations on Management. La denominación de la paradoja viene de una anécdota citada por este para explicar el fenómeno:

Una calurosa tarde en Coleman, una familia compuesta por suegros y un matrimonio está jugando al dominó cómodamente a la sombra de un pórtico. Cuando el suegro propone hacer un viaje a Abilene, ciudad situada a 80 km., la mujer dice: «Suena como una gran idea», pese a tener reservas porque el viaje sería caluroso y largo, pensando que sus preferencias no comulgan con las del resto del grupo. Su marido dice: «A mí me parece bien. Sólo espero que tu mamá tenga ganas de ir.» La suegra después dice: «¡Por supuesto que quiero ir. Hace mucho que no voy a Abilene!».

El viaje es caluroso, polvoriento y largo. Cuando llegan a una cafetería, la comida es mala y vuelven agotados después de cuatro horas.

Uno de ellos, con mala intención, dice: «¿Fue un gran viaje, no?». La suegra responde que, de hecho, hubiera preferido quedarse en casa, pero decidió seguirlos sólo porque los otros tres estaban muy entusiasmados. El marido dice: «No me sorprende. Sólo fui para satisfacer al resto de ustedes». La mujer dice: «Sólo fui para que estuviesen felices. Tendría que estar loca para desear salir con el calor que hace». El suegro después refiere que lo había sugerido únicamente porque le pareció que los demás podrían estar aburridos.

El grupo se queda perplejo por haber decidido hacer en común un viaje que nadie entre ellos quería hacer. Cada cual hubiera preferido estar sentado cómodamente, pero no lo admitieron entonces, cuando todavía tenían tiempo para disfrutar de la tarde.

El fenómeno es una forma de pensamiento de grupo. Se explica por teorías de conformidad de la psicología cognitiva social que sugieren que la especie humana suele sentirse desanimada para actuar en contra de la tendencia del resto del grupo. Del mismo modo, en psicología social se estudia qué motivos ocultos y señales indirectas yacen tras los actos y afirmaciones externos de la gente, frecuentemente porque existen determinados frenos sociales que impiden a los individuos expresar abiertamente sus sentimientos o seguir sus inclinaciones.
Esta anécdota se incluyó en un cortometraje educativo sobre administración. La teoría se usa generalmente para ayudar a explicar decisiones de trabajo extremadamente malas, en especial para criticar la supuesta superioridad de las «reglas de comité». Una técnica mencionada para combatir este mal administrativo, también usada por consultores, es preguntarse ¿Estamos yendo a Abilene? para determinar si la decisión colectiva es legítimamente adoptada por los miembros del grupo o si es, solamente, el resultado de este tipo de pensamiento grupal.
En resumen, la «paradoja de Abilene» postula que en situaciones críticas existe, en el pensamiento gregario, una tendencia a tomar decisiones poco satisfactorias.
Se puede expresar como la «falta de asertividad».